# Inuitština
Inuitština je skupina jazyků Inuitů tradičně používaná v arktických oblastech Severní Ameriky a částečně v subarktických oblastech na poloostrově Labrador. Okrajově byla rozšířena také v dálnovýchodním Rusku a na Diomedových ostrovech, ale dnes se zde již téměř nevyskytuje. Inuité žijí především ve třech oblastech: v Grónsku, v Kanadě a na Aljašce.

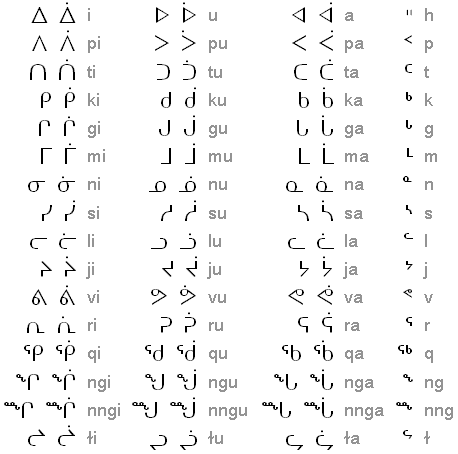
Systém znaků používaných pro zápis jazyka inuktitut

Inuitštinu je možno chápat také jako větev příbuzných, samostatných jazyků. Inupiaq, inuvialuktun, inuinnaqtun, inuktitut a grónština mají přidělený vlastní mezinárodní jazykový kód a jsou úředními jazyky v některých částech Kanady a v Grónsku. Inuktitut dokonce používá vlastní slabičné písmo.

## Populace
Celkovou populaci mluvčích lze těžko odhadovat s větší přesností. Průzkumy prováděné v Grónsku odhadují počet mluvčích na přibližně 50 000, průzkumy z Kanady mluví asi o 30 000 a průzkumy z Aljašky asi o 3 000 mluvčích z celkové tamější populace 13 000 Inuitů. Dalších 3 000 Inuitů navíc žije v Dánsku. Celkový počet mluvčích všech jazykových variant se tedy odhaduje asi na 86 000.

## Varianty
Inuitština se vyskytuje v mnoha dialektech. Ty se často dělí do čtyř základních skupin, které jsou ovšem vymezeny spíše geograficky, neboť hranice mezi jednotlivými dialekty nejsou mnohdy jasně vymezené.
- Inupiaq (inupiatun) – aljašské pobřeží Severního ledového oceánu a přilehlé oblasti
  - Quawiaraq – Sewardův poloostrov a přilehlé oblasti
- Inuvialuktun – severozápadní Kanada
  - Siglitun – pobřeží Severozápadních teritorií v Kanadě s přilehlými oblastmi, Banksův ostrov
  - Natsilingmiutut – pobřeží teritoria Nunavut mezi zálivem královny Maud a zálivem Committe a přilehlé oblasti, poloostrov Boothia, ostrov Somerset a Ostrov prince Waleského
- Inuktitut – Nunavut (severovýchodní Kanada)
  - Inuinnaqtun – pobřeží Korunovačního zálivu v Kanadě s přilehlými oblastmi, Viktoriin ostrov
  - Kivallirmiutut – jižní část teritoria Nunavut ohraničená Chesterfieldskou zátokou a Back River
  - Aivilimmiutut – pobřeží průlivu Roes Welcome, Southamptonský ostrov
  - Nunavimmiutitut (inuttitut) – Ungavský poloostrov a pobřeží Ungavského zálivu až po Jamesův záliv
  - Nunatsiavummiutut – pobřeží Newfoundlandu od Hamiltonovy zátoky po Mys Childley
  - Quikiqtaaluk nigiani – východní polovina Baffinova ostrova od zálivu Home
  - Quikiqtaaluk uannangani – západní polovina Baffinova ostrova od zálivu Home, severní část Melvillova poloostrova a jih Ellesmerova ostrova
- Grónština
  - Avanersuaq (Inuktun)– severozápadní pobřeží kraje Avannaata a přilehlé oblasti, má blízko ke kanadským dialektům inuitštiny
  - Kalaallisut – hlavní dialekt grónštiny, jihozápadní pobřeží kraje Avannaata, západní pobřeží krajů Qeqertalik, Qeqqata, Sermersooq a Kujalleq a přilehlé oblasti
  - Tunumiit – východní pobřeží krajů Sermersooq a Kujalleq a přilehlé oblasti